# Serie B 2013-2014 (rugby a 15)
Il campionato di serie B di rugby a 15 2013-2014 è la undicesima edizione e rappresenta il terzo livello del campionato italiano di rugby.

## Regolamento
Il torneo prevedeva la partecipazione di 48 squadre divise in quattro gironi, tuttavia, a causa del ritiro della squadra di Jesolo dal girone C, le squadre sono diventate 47.
Al termine della stagione regolare le prime due classificate di ogni girone si affrontano nei play-off promozione, mentre le ultime due retrocedono in Serie C. La nona retrocessione invece sarà determinata dai play-out tra le terzultime classificate di ciascun girone.

## Squadre partecipanti

### Girone A
- Asti
- Biella
- CUS Brescia
- Caimani
- Grande Milano
- Lecco
- Lumezzane
- Rugby Milano
- Parabiago
- Rovato
- Sondrio
- VII Rugby Torino

### Girone B
- Amatori Parma
- Vasari Arezzo
- Cecina
- Jesi '70
- Livorno
- Modena
- Noceto
- Parma
- Pesaro
- Piacenza[1]
- Terni
- Tirreno

### Girone C
- Bassano
- Casale
- CUS Ferrara
- Jesolo[2]
- Mirano
- CUS Padova
- Paese
- Silea
- Tarvisium
- Lyons VeneziaMestre
- Villadose[3]
- Villorba

### Girone D
- Amatori Messina
- Avezzano
- Colleferro
- Frascati
- Partenope
- Primavera
- Ragusa
- Heliantide
- Rieti
- CUS Roma
- Svicat
- Viterbo

## Stagione regolare

### Girone A
| 6-10-2013 | 1ª/12ª giornata         | 2-2-2014 |
| --------- | ----------------------- | -------- |
| 13-3      | Parabiago - Lecco       | 14-8     |
| 15-12     | Grande Milano - Biella  | 26-19    |
| 49-6      | Lumezzane - CUS Brescia | 24-12    |
| 0-26      | Asti - Milano           | 0-52     |
| 24-17     | Sondrio - Caimani       | 34-20    |
| 3-8       | Rovato - VII Rugby      | 29-54    |

| 27-10-2013 | 4ª/15ª giornata         | 2-3-2014 |
| ---------- | ----------------------- | -------- |
| 14-22      | Lecco - Rovato          | 27-6     |
| 39-10      | Parabiago - Asti        | 30-0     |
| 28-28      | Biella - VII Rugby      | 10-32    |
| 20-17      | CUS Brescia - Sondrio   | 24-28    |
| 19-7       | Caimani - Grande Milano | 10-39    |
| 31-17      | Milano - Lumezzane      | 16-21    |

| 17-11-2013 | 7ª/18ª giornata           | 30-3-2014 |
| ---------- | ------------------------- | --------- |
| 13-0       | Biella - Lecco            | 10-22     |
| 30-14      | Grande Milano - Parabiago | 22-41     |
| 18-24      | CUS Brescia - Caimani     | 7-39      |
| 33-30      | VII Rugby - Milano        | 10-58     |
| 43-22      | Sondrio - Rovato          | 40-13     |
| 95-17      | Lumezzane - Asti          | 67-12     |

| 15-12-2013 | 10ª/21ª giornata          | 27-4-2014 |
| ---------- | ------------------------- | --------- |
| 18-23      | Lecco - Caimani           | 18-13     |
| 16-27      | Parabiago - Milano        | 3-21      |
| 17-21      | Asti - Biella             | 10-54     |
| 19-23      | Rovato - CUS Brescia      | 41-27     |
| 41-25      | Grande Milano - VII Rugby | 20-24     |
| 43-3       | Lumezzane - Sondrio       | 26-0      |

| 13-10-2013 | 2ª/13ª giornata             | 9-2-2014 |
| ---------- | --------------------------- | -------- |
| 10-24      | Lecco - Lumezzane           | 10-43    |
| 0-23       | Biella - Parabiago          | 24-39    |
| 6-13       | CUS Brescia - Grande Milano | 26-23    |
| 59-7       | Milano - Rovato             | 24-0     |
| 44-18      | Caimani - Asti              | 52-8     |
| 41-27      | VII Rugby - Sondrio         | 24-45    |

| 3-11-2013 | 5ª/16ª giornata       | 9-3-2014 |
| --------- | --------------------- | -------- |
| 3-18      | Grande Milano - Lecco | 13-19    |
| 40-27     | Lumezzane - Parabiago | 30-12    |
| 17-20     | CUS Brescia - Biella  | 14-27    |
| 6-44      | Sondrio - Milano      | 6-26     |
| 22-24     | VII Rugby - Caimani   | 36-38    |
| 10-26     | Asti - Rovato         | 25-55    |

| 1-12-2013 | 8ª/19ª giornata        | 6-4-2014 |
| --------- | ---------------------- | -------- |
| 23-16     | Lecco - Sondrio        | 19-24    |
| 27-14     | Parabiago - Caimani    | 40-23    |
| 24-5      | Milano - Biella        | 29-22    |
| 13-18     | Asti - CUS Brescia     | 11-51    |
| 13-29     | Rovato - Grande Milano | 3-69     |
| 24-17     | Lumezzane - VII Rugby  | 68-13    |

| 22-12-2013 | 11ª/22ª giornata        | 4-5-2014 |
| ---------- | ----------------------- | -------- |
| 20-10      | Milano - Lecco          | 6-18     |
| 15-20      | CUS Brescia - Parabiago | 6-28     |
| 17-50      | Biella - Lumezzane      | 17-55    |
| 23-10      | Sondrio - Grande Milano | 25-66    |
| 41-5       | Caimani - Rovato        | 24-29    |
| 20-20      | VII Rugby - Asti        | 69-10    |

| 20-10-2013 | 3ª/14ª giornata         | 16-2-2014 |
| ---------- | ----------------------- | --------- |
| 24-10      | Asti - Lecco            | 0-36      |
| 12-33      | Rovato - Parabiago      | 10-39     |
| 28-3       | Sondrio - Biella        | 18-20     |
| 30-32      | VII Rugby - CUS Brescia | 15-21     |
| 10-32      | Grande Milano - Milano  | 12-24     |
| 35-10      | Lumezzane - Caimani     | 26-5      |

| 10-11-2013 | 6ª/17ª giornata      | 23-3-2014 |
| ---------- | -------------------- | --------- |
| 25-5       | Lecco - VII Rugby    | 17-30     |
| 40-10      | Parabiago - Sondrio  | 30-28     |
| 3-3        | Caimani - Biella     | 18-22     |
| 20-6       | Milano - CUS Brescia | 51-22     |
| 25-32      | Asti - Grande Milano | 12-100    |
| 10-24      | Rovato - Lumezzane   | 3-37      |

| 8-12-2013 | 9ª/20ª giornata           | 13-4-2014 |
| --------- | ------------------------- | --------- |
| 12-10     | CUS Brescia - Lecco       | 10-27     |
| 10-43     | VII Rugby - Parabiago     | 28-34     |
| 18-20     | Biella - Rovato           | 32-20     |
| 33-27     | Grande Milano - Lumezzane | 13-45     |
| 14-19     | Caimani - Milano          | 7-59      |
| 23-15     | Sondrio - Asti            | 29-13     |

#### Classifica
|  |     | Squadra          | G  | V  | N | P  | PF  | PS  | P±   | B  | Pt  |
|  | --- | ---------------- | -- | -- | - | -- | --- | --- | ---- | -- | --- |
|  | 1.  | Lumezzane        | 22 | 20 | 0 | 2  | 878 | 294 | 584  | 20 | 100 |
|  | 2.  | Rugby Milano     | 22 | 19 | 0 | 3  | 698 | 245 | 453  | 13 | 89  |
|  | 3.  | Parabiago        | 22 | 17 | 0 | 5  | 605 | 371 | 234  | 13 | 81  |
|  | 4.  | Grande Milano    | 22 | 12 | 0 | 10 | 626 | 462 | 164  | 11 | 59  |
|  | 5.  | Sondrio          | 22 | 10 | 0 | 12 | 492 | 564 | −72  | 12 | 52  |
|  | 6.  | Lecco            | 22 | 11 | 0 | 11 | 367 | 339 | 28   | 6  | 50  |
|  | 7.  | Caimani          | 22 | 9  | 1 | 12 | 482 | 514 | −32  | 11 | 49  |
|  | 8.  | VII Rugby Torino | 22 | 8  | 2 | 12 | 574 | 647 | −73  | 13 | 49  |
|  | 9.  | Biella           | 22 | 8  | 2 | 12 | 397 | 506 | −109 | 8  | 44  |
|  | 10. | CUS Brescia      | 22 | 8  | 0 | 14 | 393 | 549 | −156 | 6  | 38  |
|  | 11. | Rovato           | 22 | 6  | 0 | 16 | 368 | 700 | −332 | 6  | 30  |
|  | 12. | Asti             | 22 | 1  | 1 | 20 | 270 | 959 | −689 | 3  | 9   |

### Girone B
| 6-10-2013 | 1ª/12ª giornata               | 2-2-2014 |
| --------- | ----------------------------- | -------- |
| 6-19      | Modena - Emergenti Cecina     | 13-31    |
| 23-6      | Pesaro - Noceto               | 8-12     |
| 22-14     | Livorno - Amatori Parma       | 3-12     |
| 5-19      | Terni - Jesi '70              | 0-43     |
| 14-19     | Parma - Piacenza              | 12-30    |
| 37-0      | Union Tirreno - Vasari Arezzo | 16-14    |

| 27-10-2013 | 4ª/15ª giornata             | 2-3-2014 |
| ---------- | --------------------------- | -------- |
| 3-16       | Vasari Arezzo - Modena      | 13-32    |
| 45-20      | Jesi '70 - Emergenti Cecina | 15-34    |
| 16-15      | Union Tirreno - Pesaro      | 20-44    |
| 27-38      | Piacenza - Livorno          | 12-3     |
| 35-14      | Noceto - Parma              | 22-7     |
| 58-0       | Amatori Parma - Terni       | 36-3     |

| 17-11-2013 | 7ª/18ª giornata           | 30-3-2014 |
| ---------- | ------------------------- | --------- |
| 21-24      | Modena - Pesaro           | 13-31     |
| 17-20      | Emergenti Cecina - Noceto | 17-24     |
| 14-19      | Parma - Livorno           | 18-20     |
| 19-36      | Terni - Union Tirreno     | 19-44     |
| 3-34       | Vasari Arezzo - Piacenza  | 15-39     |
| 13-3       | Jesi '70 - Amatori Parma  | 10-25     |

| 15-12-2013 | 10ª/21ª giornata         | 27-4-2014 |
| ---------- | ------------------------ | --------- |
| 13-12      | Parma - Modena           | 21-26     |
| 15-41      | Terni - Emergenti Cecina | 7-24      |
| 55-14      | Pesaro - Jesi '70        | 44-3      |
| 34-17      | Livorno - Vasari Arezzo  | 7-13      |
| 7-19       | Union Tirreno - Noceto   | 7-39      |
| 27-12      | Piacenza - Amatori Parma | 40-0      |

| 13-10-2013 | 2ª/13ª giornata           | 9-2-2014 |
| ---------- | ------------------------- | -------- |
| 26-15      | Amatori Parma - Modena    | 24-20    |
| 15-18      | Emergenti Cecina - Pesaro | 25-27    |
| 31-7       | Noceto - Livorno          | 12-13    |
| 45-7       | Vasari Arezzo - Terni     | 35-20    |
| 13-10      | Jesi '70 - Parma          | 5-20     |
| 20-14      | Piacenza - Union Tirreno  | 15-14    |

| 3-11-2013 | 5ª/16ª giornata                  | 9-3-2014 |
| --------- | -------------------------------- | -------- |
| 8-21      | Modena - Noceto                  | 12-38    |
| 24-24     | Emergenti Cecina - Amatori Parma | 14-20    |
| 29-7      | Pesaro - Livorno                 | 29-20    |
| 12-41     | Terni - Piacenza                 | 7-68     |
| 13-13     | Parma - Union Tirreno            | 37-34    |
| 19-16     | Vasari Arezzo - Jesi '70         | 29-18    |

| 1-12-2013 | 8ª/19ª giornata               | 6-4-2014 |
| --------- | ----------------------------- | -------- |
| 41-5      | Piacenza - Modena             | 37-14    |
| 32-25     | Parma - Emergenti Cecina      | 3-22     |
| 40-5      | Pesaro - Terni                | 17-21    |
| 49-12     | Livorno - Jesi '70            | 39-23    |
| 36-0      | Noceto - Vasari Arezzo        | 12-14    |
| 10-15     | Union Tirreno - Amatori Parma | 14-38    |

| 22-12-2013 | 11ª/22ª giornata           | 4-5-2014 |
| ---------- | -------------------------- | -------- |
| 62-10      | Modena - Terni             | 24-14    |
| 27-21      | Emergenti Cecina - Livorno | 13-30    |
| 5-31       | Amatori Parma - Pesaro     | 5-13     |
| 3-10       | Noceto - Piacenza          | 31-28    |
| 23-5       | Vasari Arezzo - Parma      | 23-25    |
| 21-17      | Jesi '70 - Union Tirreno   | 12-29    |

| 20-10-2013 | 3ª/14ª giornata                  | 16-2-2014 |
| ---------- | -------------------------------- | --------- |
| 39-15      | Modena - Jesi '70                | 13-12     |
| 15-3       | Emergenti Cecina - Vasari Arezzo | 23-16     |
| 20-12      | Pesaro - Piacenza                | 16-23     |
| 19-15      | Livorno - Union Tirreno          | 10-24     |
| 3-28       | Terni - Noceto                   | 0-56      |
| 19-7       | Parma - Amatori Parma            | 5-17      |

| 10-11-2013 | 6ª/17ª giornata               | 23-3-2014 |
| ---------- | ----------------------------- | --------- |
| 18-23      | Union Tirreno - Modena        | 12-52     |
| 26-18      | Piacenza - Emergenti Cecina   | 12-0      |
| 19-10      | Pesaro - Parma                | 15-23     |
| 35-5       | Livorno - Terni               | 36-17     |
| 29-7       | Noceto - Jesi '70             | 26-10     |
| 22-0       | Amatori Parma - Vasari Arezzo | 10-15     |

| 8-12-2013 | 9ª/20ª giornata                  | 13-4-2014 |
| --------- | -------------------------------- | --------- |
| 20-20     | Modena - Livorno                 | 21-35     |
| 15-21     | Emergenti Cecina - Union Tirreno | 25-27     |
| 0-27      | Vasari Arezzo - Pesaro           | 0-39      |
| 17-11     | Amatori Parma - Noceto           | 7-10      |
| 22-29     | Terni - Parma                    | 28-33     |
| 15-43     | Jesi '70 - Piacenza              | 22-70     |

#### Classifica
|  |     | Squadra       | G  | V  | N | P  | PF  | PS  | P±   | B  | Pen | Pt |
|  | --- | ------------- | -- | -- | - | -- | --- | --- | ---- | -- | --- | -- |
|  | 1.  | Piacenza      | 22 | 19 | 0 | 3  | 674 | 288 | 386  | 12 | 4   | 84 |
|  | 2.  | Pesaro        | 22 | 17 | 0 | 5  | 584 | 276 | 308  | 15 | 0   | 83 |
|  | 3.  | Noceto        | 22 | 17 | 0 | 5  | 521 | 236 | 285  | 11 | 0   | 79 |
|  | 4.  | Livorno       | 22 | 13 | 1 | 8  | 487 | 405 | 82   | 10 | 0   | 64 |
|  | 5.  | Amatori Parma | 22 | 12 | 1 | 9  | 397 | 319 | 78   | 8  | 0   | 58 |
|  | 6.  | Cecina        | 22 | 9  | 1 | 12 | 464 | 425 | 39   | 14 | 0   | 52 |
|  | 7.  | Tirreno       | 22 | 9  | 1 | 12 | 445 | 484 | −39  | 13 | 0   | 51 |
|  | 8.  | Modena        | 22 | 9  | 1 | 12 | 467 | 478 | −11  | 9  | 0   | 47 |
|  | 9.  | Parma         | 22 | 9  | 1 | 12 | 377 | 449 | −72  | 9  | 0   | 47 |
|  | 10. | Vasari Arezzo | 22 | 8  | 0 | 14 | 300 | 490 | −190 | 6  | 0   | 38 |
|  | 11. | Jesi '70      | 22 | 6  | 0 | 16 | 363 | 618 | −255 | 4  | 0   | 28 |
|  | 12. | Terni         | 22 | 1  | 0 | 21 | 239 | 850 | −611 | 2  | 4   | 2  |

### Girone C
| 6-10-2013 | 1ª/12ª giornata          | 2-2-2014 |
| --------- | ------------------------ | -------- |
| 18-22     | CUS Padova - Tarvisium   | 18-34    |
| 22-20     | Casale - Mirano          | 5-23     |
| 10-15     | Veneziamestre - Villorba | 12-12    |
| 12-19     | Bassano - Paese          | 5-29     |
| 8-19      | CUS Ferrara - Villadose  | 11-13    |
| Rip.      | Silea                    |          |

| 27-10-2013 | 4ª/15ª giornata           | 2-3-2014 |
| ---------- | ------------------------- | -------- |
| 21-25      | Villorba - Bassano        | 24-12    |
| 3-25       | Paese - Tarvisium         | 17-7     |
| 13-13      | Silea - Casale            | 13-7     |
| 10-15      | Villadose - Veneziamestre | 13-15    |
| 44-26      | Mirano - CUS Ferrara      | 20-5     |
| Rip.       | CUS Padova                |          |

| 17-11-2013 | 7ª/18ª giornata             | 30-3-2014 |
| ---------- | --------------------------- | --------- |
| 26-40      | CUS Padova - Casale         | 14-26     |
| 41-27      | Tarvisium - Mirano          | 35-24     |
| 18-13      | CUS Ferrara - Veneziamestre | 8-24      |
| 24-22      | Bassano - Silea             | 25-46     |
| 20-0       | Paese - Villorba            | 13-9      |
| Rip.       | Villadose                   |           |

| 15-12-2013 | 10ª/21ª giornata         | 27-4-2014 |
| ---------- | ------------------------ | --------- |
| 29-25      | CUS Ferrara - CUS Padova | 9-23      |
| 12-38      | Bassano - Tarvisium      | 7-58      |
| 34-14      | Casale - Paese           | 3-8       |
| 33-29      | Villadose - Villorba     | 16-12     |
| 13-35      | Silea - Mirano           | 17-15     |
| Rip.       | Veneziamestre            |           |

| 13-10-2013 | 2ª/13ª giornata        | 9-2-2014 |
| ---------- | ---------------------- | -------- |
| 13-21      | Villorba - CUS Padova  | 10-31    |
| 23-13      | Tarvisium - Casale     | 10-30    |
| 19-6       | Mirano - Veneziamestre | 32-14    |
| 16-15      | Villadose - Silea      | 22-15    |
| 31-29      | Paese - CUS Ferrara    | 26-10    |
| Rip.       | Bassano                |          |

| 3-11-2013 | 5ª/16ª giornata        | 9-3-2014 |
| --------- | ---------------------- | -------- |
| 13-16     | CUS Padova - Mirano    | 14-34    |
| 17-11     | Tarvisium - Villorba   | 12-5     |
| 22-13     | Casale - Veneziamestre | 24-7     |
| 16-23     | Bassano - Villadose    | 20-25    |
| 18-6      | CUS Ferrara - Silea    | 3-14     |
| Rip.      | Paese                  |          |

| 1-12-2013 | 8ª/19ª giornata         | 6-4-2014 |
| --------- | ----------------------- | -------- |
| 29-18     | Villadose - CUS Padova  | 26-25    |
| 15-34     | CUS Ferrara - Tarvisium | 5-50     |
| 54-5      | Casale - Bassano        | 48-17    |
| 25-26     | Veneziamestre - Paese   | 13-28    |
| 25-8      | Silea - Villorba        | 17-13    |
| Rip.      | Mirano                  |          |

| 22-12-2013 | 11ª/22ª giornata          | 4-5-2014 |
| ---------- | ------------------------- | -------- |
| 34-20      | CUS Padova - Bassano      | 24-12    |
| 24-10      | Tarvisium - Veneziamestre | 23-12    |
| 0-15       | Villorba - Casale         | 3-22     |
| 18-12      | Mirano - Villadose        | 34-25    |
| 20-7       | Paese - Silea             | 14-14    |
| Rip.       | CUS Ferrara               |          |

| 20-10-2013 | 3ª/14ª giornata        | 16-2-2014 |
| ---------- | ---------------------- | --------- |
| 27-28      | CUS Padova - Paese     | 22-26     |
| 20-10      | CUS Ferrara - Villorba | 11-26     |
| 34-14      | Casale - Villadose     | 18-14     |
| 21-32      | Veneziamestre - Silea  | 12-22     |
| 10-50      | Bassano - Mirano       | 15-31     |
| Rip.       | Tarvisium              |           |

| 10-11-2013 | 6ª/17ª giornata         | 23-3-2014 |
| ---------- | ----------------------- | --------- |
| 19-18      | Silea - CUS Padova      | 6-14      |
| 16-25      | Villadose - Tarvisium   | 6-8       |
| 30-8       | Casale - CUS Ferrara    | 13-8      |
| 32-17      | Veneziamestre - Bassano | 17-8      |
| 9-33       | Mirano - Paese          | 13-18     |
| Rip.       | Villorba                |           |

| 8-12-2013           | 9ª/20ª giornata            | 13-4-2014 |
| ------------------- | -------------------------- | --------- |
| 25-10 (0-20 a tav.) | CUS Padova - Veneziamestre | 18-15     |
| 33-13               | Tarvisium - Silea          | 28-14     |
| 43-8                | Paese - Villadose          | 32-10     |
| 9-12                | Villorba - Mirano          | 44-22     |
| 13-22               | Bassano - CUS Ferrara      | 5-22      |
| Rip.                | Casale                     |           |

#### Classifica
|  |     | Squadra       | G  | V  | N | P  | PF  | PS  | P±   | B  | Pen | Pt |
|  | --- | ------------- | -- | -- | - | -- | --- | --- | ---- | -- | --- | -- |
|  | 1.  | Tarvisium     | 20 | 18 | 0 | 2  | 547 | 276 | 271  | 10 | 0   | 82 |
|  | 2.  | Paese         | 20 | 17 | 1 | 2  | 448 | 283 | 165  | 7  | 0   | 77 |
|  | 3.  | Casale        | 20 | 16 | 1 | 3  | 480 | 247 | 233  | 10 | 0   | 76 |
|  | 4.  | Mirano        | 20 | 13 | 0 | 7  | 498 | 377 | 121  | 13 | 0   | 65 |
|  | 5.  | Silea         | 20 | 8  | 2 | 10 | 337 | 365 | −28  | 7  | 0   | 43 |
|  | 6.  | Villadose     | 20 | 10 | 0 | 10 | 350 | 411 | −61  | 6  | 4   | 42 |
|  | 7.  | CUS Padova    | 20 | 7  | 0 | 13 | 403 | 434 | −31  | 10 | 4   | 34 |
|  | 8.  | Veneziamestre | 20 | 6  | 1 | 13 | 306 | 371 | −65  | 6  | 0   | 32 |
|  | 9.  | CUS Ferrara   | 20 | 6  | 0 | 14 | 285 | 439 | −154 | 6  | 0   | 30 |
|  | 10. | Villorba      | 20 | 4  | 1 | 15 | 274 | 366 | −92  | 10 | 0   | 28 |
|  | 11. | Bassano       | 20 | 2  | 0 | 18 | 280 | 639 | −359 | 3  | 0   | 11 |
|  | 12. | Jesolo        | 0  | 0  | 0 | 0  | 0   | 0   | 0    | 0  | 0   | 0  |

### Girone D
| 6-10-2013 | 1ª/12ª giornata             | 2-2-2014 |
| --------- | --------------------------- | -------- |
| 22-22     | Avezzano - Rieti            | 8-3      |
| 24-5      | CUS Roma - Svicat           | 10-6     |
| 12-24     | Ragusa - Colleferro         | 10-38    |
| 6-43      | Reggio Calabria - Primavera | 13-17    |
| 17-22     | Viterbo - Partenope         | 26-37    |
| 19-13     | Frascati - Amatori Messina  | 3-17     |

| 27-10-2013 | 4ª/15ª giornata              | 2-3-2014 |
| ---------- | ---------------------------- | -------- |
| 35-13      | Amatori Messina - Avezzano   | 26-19    |
| 50-8       | Primavera - Rieti            | 23-13    |
| 19-16      | Frascati - CUS Roma          | 14-27    |
| 41-14      | Partenope - Ragusa           | 7-11     |
| 19-20      | Svicat - Viterbo             | 22-16    |
| 25-18      | Colleferro - Reggio Calabria | 18-10    |

| 17-11-2013 | 7ª/18ª giornata             | 30-3-2014 |
| ---------- | --------------------------- | --------- |
| 28-29      | Avezzano - CUS Roma         | 7-44      |
| 29-36      | Rieti - Svicat              | 24-54     |
| 34-14      | Viterbo - Ragusa            | 17-29     |
| 22-15      | Reggio Calabria - Frascati  | 8-13      |
| 25-10      | Amatori Messina - Partenope | 30-36     |
| 26-30      | Primavera - Colleferro      | 45-15     |

| 15-12-2013 | 10ª/21ª giornata         | 27-4-2014 |
| ---------- | ------------------------ | --------- |
| 34-17      | Viterbo - Avezzano       | 25-31     |
| 40-24      | Reggio Calabria - Rieti  | 0-14      |
| 32-25      | CUS Roma - Primavera     | 24-20     |
| 5-22       | Ragusa - Amatori Messina | 22-28     |
| 27-19      | Frascati - Svicat        | 20-14     |
| 21-21      | Partenope - Colleferro   | 5-27      |

| 13-10-2013 | 2ª/13ª giornata                   | 9-2-2014 |
| ---------- | --------------------------------- | -------- |
| 56-7       | Colleferro - Avezzano             | 14-8     |
| 15-32      | Rieti - CUS Roma                  | 0-55     |
| 38-21      | Svicat - Ragusa                   | 15-10    |
| 17-8       | Amatori Messina - Reggio Calabria | 19-25    |
| 27-36      | Primavera - Viterbo               | 18-14    |
| 10-18      | Partenope - Frascati              | 22-24    |

| 3-11-2013 | 5ª/16ª giornata             | 9-3-2014 |
| --------- | --------------------------- | -------- |
| 16-14     | Avezzano - Svicat           | 12-34    |
| 19-38     | Rieti - Colleferro          | 12-29    |
| 22-16     | CUS Roma - Ragusa           | 24-3     |
| 33-19     | Reggio Calabria - Partenope | 20-14    |
| 5-12      | Viterbo - Frascati          | 12-64    |
| 25-17     | Amatori Messina - Primavera | 15-26    |

| 1-12-2013 | 8ª/19ª giornata            | 6-4-2014 |
| --------- | -------------------------- | -------- |
| 44-10     | Partenope - Avezzano       | 14-20    |
| 27-19     | Viterbo - Rieti            | 12-27    |
| 27-15     | CUS Roma - Reggio Calabria | 12-6     |
| 22-23     | Ragusa - Primavera         | 7-67     |
| 22-15     | Svicat - Amatori Messina   | 31-12    |
| 24-10     | Frascati - Colleferro      | 10-20    |

| 22-12-2013          | 11ª/22ª giornata           | 4-5-2014 |
| ------------------- | -------------------------- | -------- |
| 18-33 (0-20 a tav.) | Avezzano - Reggio Calabria | 8-11     |
| 51-28               | Rieti - Ragusa             | 11-15    |
| 21-24               | Colleferro - CUS Roma      | 46-5     |
| 25-21               | Svicat - Partenope         | 32-24    |
| 66-7                | Amatori Messina - Viterbo  | 16-18    |
| 7-15                | Primavera - Frascati       | 13-17    |

| 20-10-2013 | 3ª/14ª giornata          | 16-2-2014 |
| ---------- | ------------------------ | --------- |
| 14-20      | Avezzano - Primavera     | 0-21      |
| 21-26      | Rieti - Amatori Messina  | 10-41     |
| 37-17      | CUS Roma - Partenope     | 21-13     |
| 17-28      | Ragusa - Frascati        | 3-26      |
| 21-33      | Reggio Calabria - Svicat | 13-19     |
| 33-17      | Viterbo - Colleferro     | 12-50     |

| 10-11-2013 | 6ª/17ª giornata              | 23-3-2014 |
| ---------- | ---------------------------- | --------- |
| 18-13      | Frascati - Avezzano          | 7-3       |
| 29-9       | Partenope - Rieti            | 3-18      |
| 44-24      | CUS Roma - Viterbo           | 17-21     |
| 12-10      | Ragusa - Reggio Calabria     | 20-37     |
| 16-19      | Svicat - Primavera           | 17-17     |
| 19-6       | Colleferro - Amatori Messina | 19-33     |

| 8-12-2013 | 9ª/20ª giornata            | 13-4-2014 |
| --------- | -------------------------- | --------- |
| 14-15     | Avezzano - Ragusa          | 17-17     |
| 27-27     | Rieti - Frascati           | 7-39      |
| 20-15     | Amatori Messina - CUS Roma | 8-28      |
| 22-12     | Colleferro - Svicat        | 45-10     |
| 41-6      | Reggio Calabria - Viterbo  | 15-15     |
| 18-16     | Primavera - Partenope      | 40-19     |

#### Classifica
|  |     | Squadra         | G  | V  | N | P  | PF  | PS  | P±   | B  | Pen | Pt |
|  | --- | --------------- | -- | -- | - | -- | --- | --- | ---- | -- | --- | -- |
|  | 1.  | CUS Roma        | 22 | 18 | 0 | 4  | 569 | 349 | 220  | 15 | 0   | 87 |
|  | 2.  | Frascati        | 22 | 17 | 1 | 4  | 459 | 305 | 154  | 9  | 0   | 79 |
|  | 3.  | Colleferro      | 22 | 16 | 1 | 5  | 604 | 362 | 242  | 10 | 0   | 76 |
|  | 4.  | Primavera       | 22 | 14 | 1 | 7  | 582 | 374 | 208  | 11 | 0   | 69 |
|  | 5.  | Amatori Messina | 22 | 13 | 0 | 9  | 512 | 393 | 119  | 12 | 0   | 64 |
|  | 6.  | Svicat          | 22 | 12 | 1 | 9  | 493 | 438 | 55   | 12 | 0   | 62 |
|  | 7.  | Heliantide      | 22 | 9  | 1 | 12 | 392 | 387 | 5    | 11 | 0   | 49 |
|  | 8.  | Viterbo         | 22 | 8  | 1 | 13 | 431 | 624 | −193 | 12 | 0   | 46 |
|  | 9.  | Partenope       | 22 | 6  | 1 | 15 | 444 | 496 | −52  | 10 | 0   | 36 |
|  | 10. | Rieti           | 22 | 4  | 2 | 16 | 383 | 634 | −251 | 7  | 0   | 27 |
|  | 11. | Ragusa          | 22 | 5  | 1 | 16 | 323 | 594 | −271 | 5  | 0   | 27 |
|  | 12. | Avezzano        | 22 | 4  | 2 | 16 | 287 | 523 | −236 | 9  | 4   | 25 |

## Spareggio retrocessione
| Lecce 18 maggio 2014, ore 15:30 CEST | Ragusa | 11 – 6 referto | Rieti |  |

## Play-off promozione

### Andata
| Milano 18 maggio 2014, ore 15:30 CEST | Rugby Milano             | 45 – 16 referto | CUS Roma | Stadio Giuriati\| Arbitro: \| Simone Boaretto (Rovigo) \| |
| Arbitro:                              | Simone Boaretto (Rovigo) |                 |          |                                                           |

| Pesaro 18 maggio 2014, ore 15:30 CEST | Pesaro               | 17 – 25 referto | Tarvisium | \| Arbitro: \| Emanuele Tomò (Roma) \| |
| Arbitro:                              | Emanuele Tomò (Roma) |                 |           |                                        |

| Paese 18 maggio 2014, ore 15:30 CEST | Paese                      | 16 – 13 referto | Piacenza | Stadio comunale Gianni Visentin (800 spett.)\| Arbitro: \| Filippo Bertelli (Brescia) \| |
| Arbitro:                             | Filippo Bertelli (Brescia) |                 |          |                                                                                          |

| Frascati 18 maggio 2014, ore 15:30 CEST | Frascati                     | 9 – 22 referto | Lumezzane | Stadio del Rugby di Cocciano (400 spett.)\| Arbitro: \| Claudio Castagnoli (Livorno) \| |
| Arbitro:                                | Claudio Castagnoli (Livorno) |                |           |                                                                                         |

### Ritorno
| Roma 25 maggio 2014, ore 15:30 CEST | CUS Roma                     | 15 – 14 referto | Rugby Milano | Stadio Tor di Quinto\| Arbitro: \| Vincenzo De Martino (Napoli) \| |
| Arbitro:                            | Vincenzo De Martino (Napoli) |                 |              |                                                                    |

| Treviso 25 maggio 2014, ore 15:30 CEST | Tarvisium            | 14 – 15 referto | Pesaro | Campo San Paolo\| Arbitro: \| Elia Rizzo (Ferrara) \| |
| Arbitro:                               | Elia Rizzo (Ferrara) |                 |        |                                                       |

| Piacenza 24 maggio 2014, ore 15:30 CEST | Piacenza               | 33 – 18 referto | Paese | Stadio comunale Walter Beltrametti\| Arbitro: \| Stefano Pennè (Milano) \| |
| Arbitro:                                | Stefano Pennè (Milano) |                 |       |                                                                            |

| Lumezzane 25 maggio 2014, ore 15:30 CEST | Lumezzane                | 27 – 24 referto | Frascati | Campo sportivo Rossaghe\| Arbitro: \| Simone Boaretto (Rovigo) \| |
| Arbitro:                                 | Simone Boaretto (Rovigo) |                 |          |                                                                   |

## Verdetti
- Lumezzane, Rugby Milano, Piacenza e Tarvisium promosse in serie A 2014-15.
- Asti, Avezzano, Bassano, Jesi '70, Rieti, Rovato e Terni retrocesse in serie C1 2014-15.